# Le Joueur de violon
Pour plus de détails, voir Fiche technique et Distribution.
Le Joueur de violon est un film français réalisé par Charles Van Damme et sorti en 1994.
Il a été présenté au Festival de Cannes 1994 en compétition.

## Synopsis
Un violoniste virtuose va jouer du Bach dans le métro, pour faire une pause dans sa carrière et défier le silence et l'indifférence.

## Fiche technique
- Titre : Le Joueur de violon
- Titre anglais : The Violin Player
- Réalisation : Charles Van Damme
- Scénario : Jean-François Goyet, Charles Van Damme d'après un roman d'André Hodeir
- Image : Walther van den Ende
- Musique : Vladimir Mendelssohn
- Violoniste : Gidon Kremer
- Conseiller violon : Alexis Galpérine
- Montage : Emmanuelle Castro
- Durée : 94 minutes
- Date de sortie : France - 8 juin 1994

## Distribution
- Richard Berry : Armand
- François Berléand : Charles
- Bernard Ballet : Koehler
- Valerie Da Motta
- Inês de Medeiros : Lydia
- John Dobrynine : Daraud
- John Fernie
- Geno Lechner : Ariane